# Sitowo (obwód Jamboł)
Sitowo (bułg. Ситово) – wieś w południowo-wschodniej Bułgarii, w obwodzie Jamboł, w gminie Bolarowo. Według danych Narodowego Instytutu Statystycznego, 31 grudnia 2011 roku wieś liczyła 73 mieszkańców.

## Urodzeni w Rużicy
- Stojan Gydew – aktor